# Pofadder (plaats)
Pofadder is een dorp gelegen in de gemeente Khâi-Ma in de regio Boesmanland in de Zuid-Afrikaanse provincie Noord-Kaap. Het ligt ongeveer 151 km zuidwestelijk van Kakamas en 185 km noordoostelijk van Springbok. Pofadder is gelegen aan de nationale weg N14 in een halfwoestijn-gebied en vervult een centrumfunctie in deze streek van schapen en geiten boerderijen. Dadels en subtropische vruchten worden hier ook verbouwd.  

## Geschiedenis
Het stadje heeft zich ontwikkeld uit een zendingspost van het "Binnelandse Sendinggenootskap", die hier in 1875 door Ds. Christiaan Schroder werd gesticht. Pofadder is volgens de legende vernoemd naar "Klaas Pofadder", een hoofdman van de Koranna die in de buurt van de Grootrivier heeft rondgezworven. In 1917 werd het plaatsje aangelegd en in 1937 werd er een dorpsraad ingesteld. De oorspronkelijke naam was Theronsville, maar in 1936 werd de naam Pofadder weer in ere hersteld. Sinds 2000 maakt het stadje deel uit van de gemeente Khâi-Ma.

## Natuur
Als toeristische trekpleister kan het niet opwegen tegen de kuststreken van Namakwaland die in het voorjaar in een bloemenzee veranderen, maar biologen en ecologen zijn wel geïnteresseerd in de rijke verscheidenheid aan xerofyten die de streek rijk is. Hoewel deze planten vaak erg klein zijn bezitten ze wel een grote schoonheid. Ook de plaatselijke fauna is tamelijk divers. Ook de gelijknamige giftige slangensoort komt er rijkelijk voor.

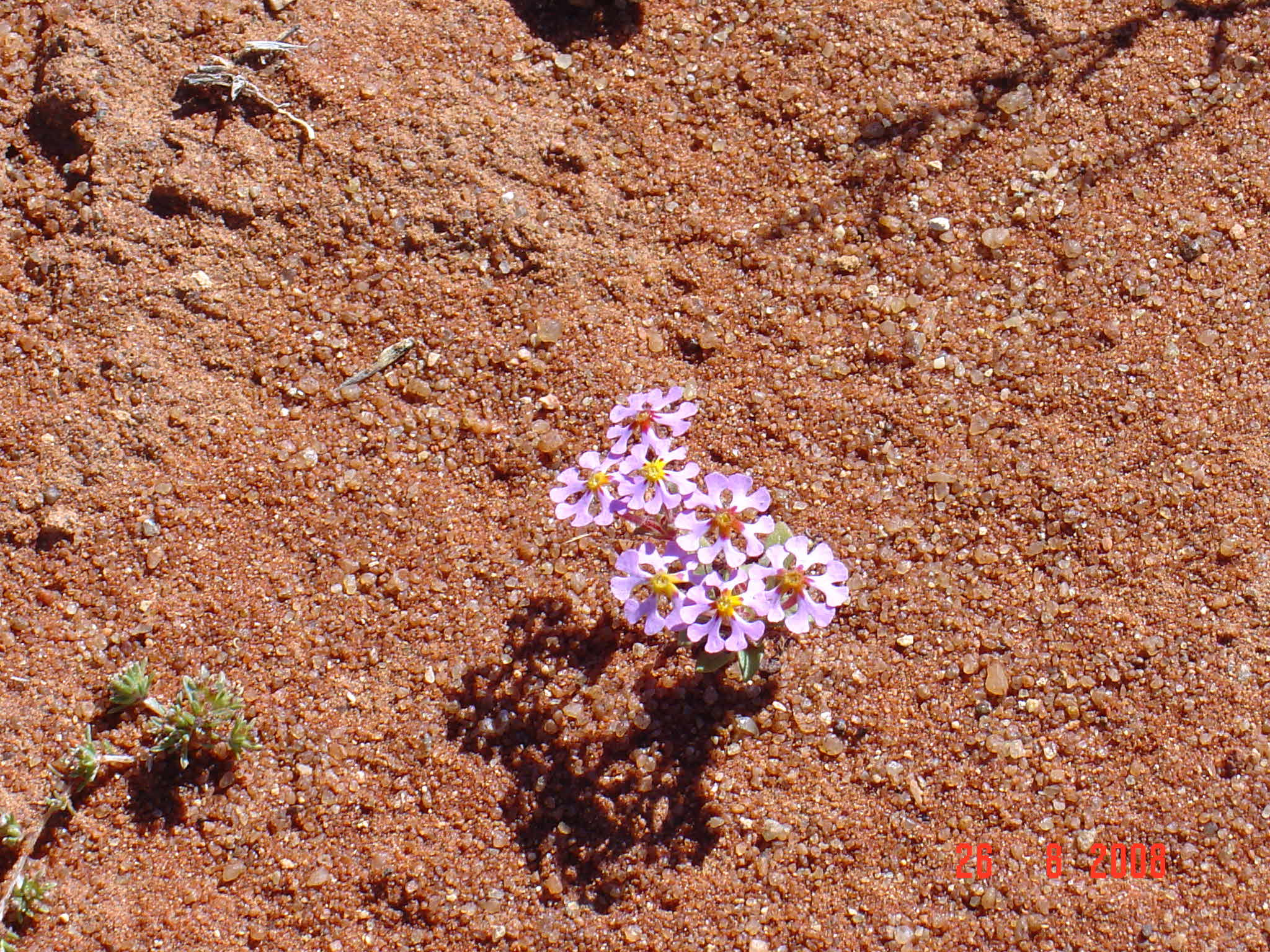
Niet geïdentificeerde Zaluzianskya in Bosmanland, minder dan 5 cm in doorsnede, tot bloei gekomen na ongewone regenval

## Zonne-energie
De economie van Pofadder heeft in 2013 een belangrijke injectie gekregen door de start van een project in alternatieve energie, een 100 MW centrale voor thermische zonne-energie, de KaXu Solar One op zo'n 70 km van Pofadder. Ernaast komt nog een tweede centrale de Xina Solar One. Het project wordt uitgevoerd door een Spaans bedrijf Abengoa.

## Nederduits-Gereformeerde gemeente
De gemeente was vroeger de Boesmanlandse afdeling (wijkgemeente) van de moedergemeente Namakwaland in Springbok. In 1909 had de kerkeraad van Namakwaland besloten dat de evangelist Pieter Malan vooral zijn aandacht moest geven aan de afdeling Boesmanland met Namies, de oude school-kerkboerderij, als het centrum. De afdeling werd op 23 maart 1912 afgesplitst van de moedergemeente, samen met delen van de gemeenten  Kenhardt en Brandvlei, en omgevormd tot de zelfstandige kerkelijke gemeente "Namies". De gemeente was aanvankelijk erg arm, omdat de kerkleden meesal rondtrekkende veeboeren waren. Drie niet geslaagde beroepen voor een predikant werden gevolgd door een ernstige droogte in 1914. Er werd toen besloten om het beroepen van een predikant voor onbepaalde tijd uit te stellen. 
Intussen was het dorpje Pofadder aangelegd. In mei 1914 aanvaardde Prop. A.F. Marais het beroep tot predikant. Een pastorie werd in 1920 in het dorp gebouwd en het huidige kerkgebouw, in graniet, ingewijd. Pofadder werd toen het hoofdcentrum, hoewel Namies nog een school- en kerkcentrum bleef. Reeds in 1928 veranderde de kerkelijke gemeente zijn naam van Namies naar Pofadder.

## Trivia
Net als Timboektoe wordt de naam Pofadder in Zuid-Afrika weleens gebruikt als een aanduiding van een erg afgelegen oord. Ook Putsonderwater wordt wel in die zin gebruikt.